# Henk Chin A Sen
Hendrick Rudolf Chin A Sen, mais conhecido como Henk Chin A Sen (Albina, 18 de janeiro de 1934 –  Paramaribo, 11 de agosto de 1999), foi um político e  surinamês. Foi presidente do Suriname entre 1980 e 1982.

## Biografia
Chin A Sen nasceu na cidade de Albina, em 18 de janeiro de 1934. Estudou medicina na faculdade de medicina de Paramaribo e se formou em 1959. De 1959 a 1961, iniciou a clínica geral, depois foi para a Holanda se especializar como médico interno. Quando voltou ao Suriname, trabalhou no hospital Sint Vincentius em Paramaribo. Em seguida, ele se juntou ao Partido Republicano Nacionalista (PNR), um partido que perseguia a independência do Suriname, embora não fosse muito ativo.
Em 15 de março de 1980, após o golpe dos sargentos, que levou Dési Bouterse e seu conselho militar ao poder, Chin A Sen foi empossado como primeiro-ministro do Suriname. A nomeação do não politicamente ativo Chin A Sen foi uma surpresa. Chin A Sen formou um gabinete de esquerda que também incluía dois membros do Conselho Militar Nacional (NMR). Em 15 de agosto de 1980, após a renúncia do presidente Johan Ferrier, Chin A Sen assumiu também o cargo de presidente.
Em 4 de fevereiro de 1982, Chin A Sen foi demitido por Bouterse após um desentendimento. Ele se exilou primeiro em Pittsburgh, nos Estados Unidos, e depois na Holanda, onde chegou em 27 de dezembro de 1982. Na Holanda, após os assassinatos em dezembro de 1982, Chin A Sen foi escolhido como Presidente do Conselho para a Libertação do Suriname. O Conselho se opôs ao reinado de Bouterse e seus apoiadores, mas não teve muito sucesso. Chin A Sen estava mais tarde em conexão com Ronnie Brunswijk e seu Jungle Commando, que travou uma luta armada contra Bouterse.
Em 7 de março de 1985, cinco músicos que praticavam em um prédio de escritórios em Rijswijk foram atacados por homens armados. Três músicos foram mortos. Os escritórios de Chin A Sen e do Conselho para a Libertação estavam localizados no mesmo andar. O golpe foi provavelmente dirigido contra Chin A Sen. Ele, entretanto, não estava presente naquele momento. A investigação foi reaberta em 1997, mas nenhum processo foi aberto.

Em 1995, Chin A Sen voltou para Paramaribo, onde retomou seu trabalho como interno. Ele morreu com 65 anos em Paramaribo.